# Desfilada de l'orgull

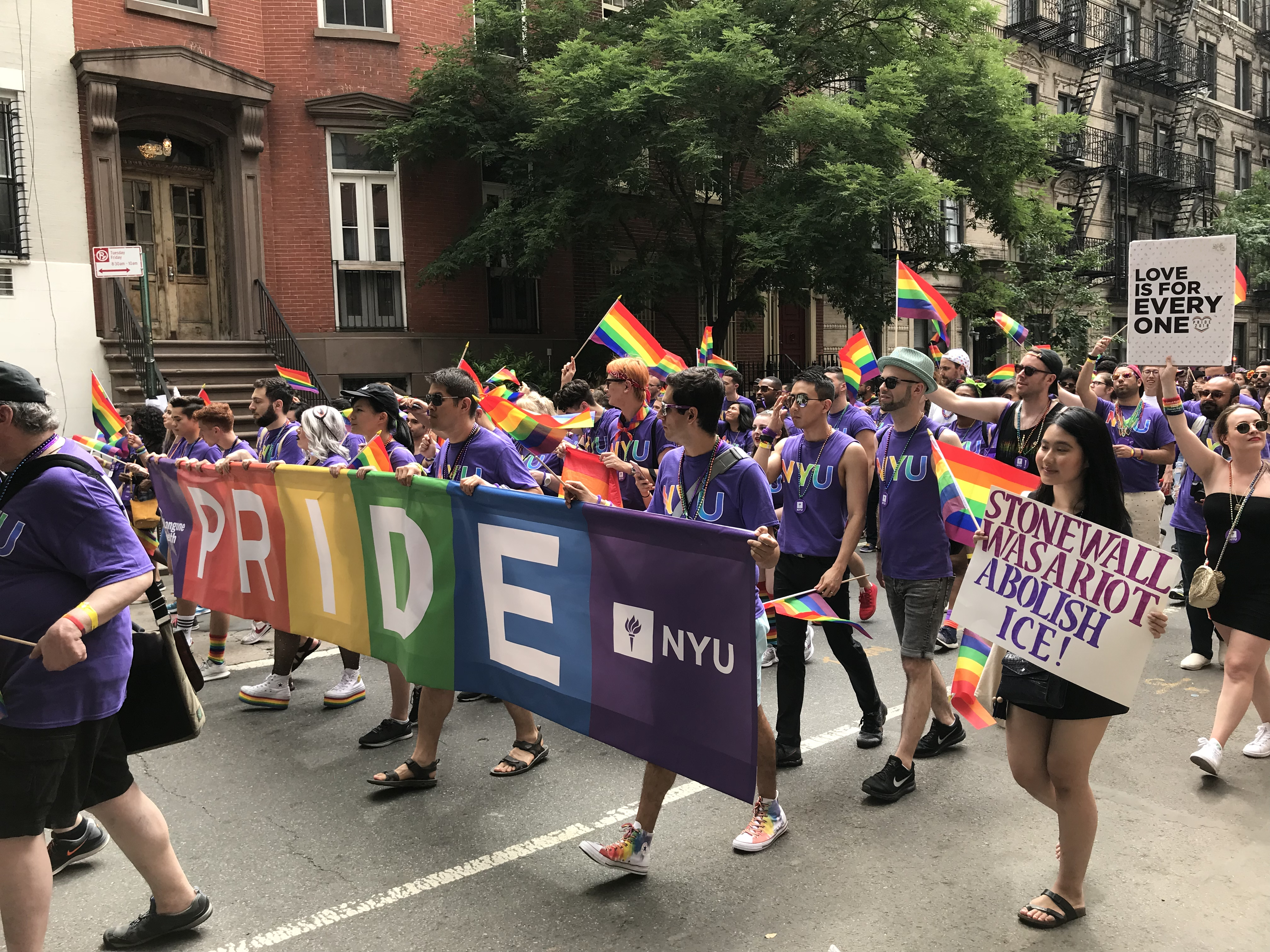
La Marxa de l'Orgull de Nova York anual, l'esdeveniment LGBT més gran del món

Una desfilada de l'orgull, també coneguda com a marxa de l'orgull, esdeveniment de l'orgull o festival de l'orgull, és un esdeveniment a l'aire lliure que celebra l'acceptació social i personal, els èxits, els drets legals i l'orgull de lesbianes, gais, bisexuals, transgèneres i queer (LGBTIQ+). Els fets també serveixen de vegades com a demostració de drets legals com el matrimoni entre persones del mateix sexe. La majoria dels esdeveniments de l'orgull es produeixen anualment i, alguns, tenen lloc al voltant de juny per commemorar els disturbis de Stonewall de 1969 a la ciutat de Nova York, un moment clau en els moviments socials LGBTQ moderns. Les desfilades busquen crear comunitat i honrar la història del moviment. L'any 1970 es van celebrar marxes d'orgull i protestes a Chicago, Los Angeles, Nova York i San Francisco al voltant del primer aniversari de Stonewall. Els esdeveniments han esdevingut celebracions anuals i han crescut internacionalment. El 2019, Nova York i el món van celebrar la celebració internacional de l'Orgull més gran de la història: Stonewall 50 - WorldPride NYC 2019, produït per Heritage of Pride que commemora el 50è aniversari dels disturbis de Stonewall, amb cinc milions només a Manhattan.

## Antecedents
El 1965, el moviment de protesta pels drets dels gais va ser visible en els piquets de recordatoris anuals, organitzats per membres del grup de lesbianes Daughters of Bilitis i el grup d'homes gais Mattachine Society. Els membres de Mattachine també van participar en manifestacions en suport dels homosexuals empresonats als camps de treball cubans. Tots aquests grups van protestar a les Nacions Unides i a la Casa Blanca, el 1965. A primera hora del matí del dissabte 28 de juny de 1969, les persones LGBTQ es van amotinar després d'una incursió policial a Stonewall Inn al barri de Greenwich Village del Baix Manhattan, a Nova York. The Stonewall Inn era un bar gai que atenia una gran varietat de clients, però que era popular entre les persones més marginades de la comunitat gai: travestis, persones transgènere, joves efeminats, estafadors i joves sense llar.

## Primeres marxes de l'orgull
El dissabte 27 de juny de 1970, Chicago Gay Liberation va organitzar una marxa des del Washington Square Park ("Bughouse Square") fins a la Water Tower a la intersecció de les avingudes Michigan i Chicago, que era la ruta inicialment prevista i, després, molts dels participants van marxar espontàniament cap al Centre Cívic (ara Richard J. Daley) Plaza. La data es va escollir perquè els esdeveniments de Stonewall van començar l'últim dissabte de juny i perquè els organitzadors volien arribar al màxim nombre de compradors de Michigan Avenue. Les desfilades posteriors de Chicago s'han continutar celebrant l'últim diumenge de juny, coincidint amb la data de moltes desfilades similars en altres llocs.
La costa oest dels Estats Units va veure una marxa a San Francisco el 27 de juny de 1970 i 'Gay-in' el 28 de juny de 1970 i una marxa a Los Angeles el 28 de juny de 1970. A Los Angeles, Morris Kight (fundador del Gay Liberation Front LA), el reverend Troy Perry (fundador de la Universal Fellowship of Metropolitan Community Churches) i el reverend Bob Humphries (fundador de la Missió dels Estats Units) es van reunir per planificar una commemoració. Es van instal·lar en una desfilada pel Hollywood Boulevard. Però aconseguir un permís de la ciutat no va ser una tasca fàcil. Van anomenar a la seva organització Christopher Street West, "tan ambigua com podríem ser". Però el Rev. Perry va recordar que el cap de la policia de Los Angeles, Edward M. Davis, li va dir: "En el que em respecta, concedir un permís a un grup d'homosexuals per desfilar per Hollywood Boulevard seria el mateix que donar un permís a un grup de lladres i atracadors.” A contracor, la Comissió de Policia va concedir el permís, tot i que hi havia taxes que superaven els 1,5 milions de dòlars. Després que la Unió Americana de Llibertats Civils intervingués, la comissió va abandonar tots els seus requisits, excepte una tarifa de 1.500 dòlars per al servei policial. Això també es va descartar quan el Tribunal Superior de Califòrnia va ordenar a la policia que proporcionés protecció com ho faria per a qualsevol altre grup. La decisió del Tribunal Suprem de Califòrnia a l'onzena hora va ordenar al comissari de policia emetre un permís de desfilada citant la "garantia constitucional de la llibertat d'expressió". Des del principi, els organitzadors i participants de la desfilada de LA sabien que hi havia riscos de violència. Kight va rebre amenaces de mort fins al matí de la desfilada. A diferència de les edicions posteriors, la primera desfilada gai va ser molt tranquil·la. Els manifestants es van reunir a McCadden Place a Hollywood, van marxar cap al nord i van girar cap a l'est cap a Hollywood Boulevard. The Advocate va informar que "Més de 1.000 homosexuals i els seus amics van organitzar, no només una marxa de protesta, sinó una desfilada en tota regla pel famós Hollywood Boulevard".
El diumenge 28 de juny de 1970, cap al migdia, a Nova York, grups d'activistes gais van celebrar la seva pròpia desfilada de l'orgull, coneguda com el Christopher Street Liberation Day, per recordar els esdeveniments de Stonewall un any abans. El 2 de novembre de 1969, Craig Rodwell, la seva parella Fred Sargeant, Ellen Broidy i Linda Rhodes van proposar la primera desfilada de l'orgull gai que se celebraria a la ciutat de Nova York mitjançant una resolució a la reunió de la Conferència Regional de l'Est d'Organitzacions Homòfiles (ERCHO) a Filadèlfia.
| « | That the Annual Reminder, in order to be more relevant, reach a greater number of people, and encompass the ideas and ideals of the larger struggle in which we are engaged-that of our fundamental human rights-be moved both in time and location. We propose that a demonstration be held annually on the last Saturday in June in New York City to commemorate the 1969 spontaneous demonstrations on Christopher Street and this demonstration be called CHRISTOPHER STREET LIBERATION DAY. No dress or age regulations shall be made for this demonstration. We also propose that we contact Homophile organizations throughout the country and suggest that they hold parallel demonstrations on that day. We propose a nationwide show of support. | » |

Tots els assistents a la reunió d'ERCHO a Filadèlfia van votar a favor de la marxa excepte la Mattachine Society de la ciutat de Nova York, que es va abstenir. Membres del Front d'Alliberament Gai (GLF) van assistir a la reunió com a convidats del grup de Rodwell, Homophile Youth Movement in Neighborhoods (HYMN).
Les reunions per organitzar la marxa van començar a principis de gener a l'apartament de Rodwell al 350 de Bleecker Street. Al principi, hi va haver dificultats per aconseguir que algunes de les principals organitzacions de Nova York, com ara Gay Activists Alliance (GAA), enviessin representants. Craig Rodwell i el seu soci Fred Sargeant, Ellen Broidy, Michael Brown, Marty Nixon i Foster Gunnison de Mattachine van formar el grup central del CSLD Umbrella Committee (CSLDUC). Pel finançament inicial Gunnison va servir com a tresorer i va buscar donacions de les organitzacions i patrocinadors nacionals homòfils, mentre que Sargeant va sol·licitar donacions a través de la llista de correu dels clients de la llibreria Oscar Wilde Memorial Bookshop i Nixon va treballar per obtenir el suport financer de GLF en el seu càrrec de tresorer d'aquesta organització. Altres pilars del comitè organitzador del GLF van ser Judy Miller, Jack Waluska, Steve Gerrie i Brenda Howard. Creient que més gent acudiria a la marxa un diumenge, i per marcar la data de l'inici de l'aixecament de Stonewall, el CSLDUC va programar la data de la primera marxa pel diumenge 28 de juny de 1970. Amb el reemplaçament de Dick Leitsch com a president de Mattachine NY per Michael Kotis l'abril de 1970, l'oposició a la marxa de Mattachine va acabar.
Les primeres marxes van ser serioses i divertides a la vegada, i van servir per inspirar l'eixamplament del moviment LGBT; es van repetir els anys següents i cada cop més marxes anuals van començar a altres ciutats del món. A Atlanta i la ciutat de Nova York les marxes es van anomenar Gay Liberation Marches, i el dia de celebració es va anomenar "Gay Liberation Day"; a Los Angeles i San Francisco van passar a ser conegudes com "Gay Freedom Marches" i el dia es va anomenar "Gay Freedom Day". A mesura que més ciutats i fins i tot pobles més petits van començar a celebrar les seves pròpies celebracions aquests noms es van estendre. La ideologia arrelada darrere de les desfilades és una crítica de l'espai que s'ha produït per semblar heteronormatius i, per tant, qualsevol acte que sembli homosexual és considerat dissident per la societat. The Parade porta aquesta cultura queer a l'espai. Les marxes es van estendre internacionalment, fins i tot a Londres, on va tenir lloc el primer "manifestació de l'orgull gai" l'1 de juliol de 1972, data escollida deliberadament per commemorar el tercer aniversari dels disturbis de Stonewall.
A la dècada de 1980, hi va haver un canvi cultural en el moviment gai. Activistes de caràcter menys radical van començar a fer-se càrrec dels comitès de marxa a diferents ciutats, i van eliminar "Gay Liberation" i "Gay Freedom" dels noms, substituint-los per "Gay Pride".

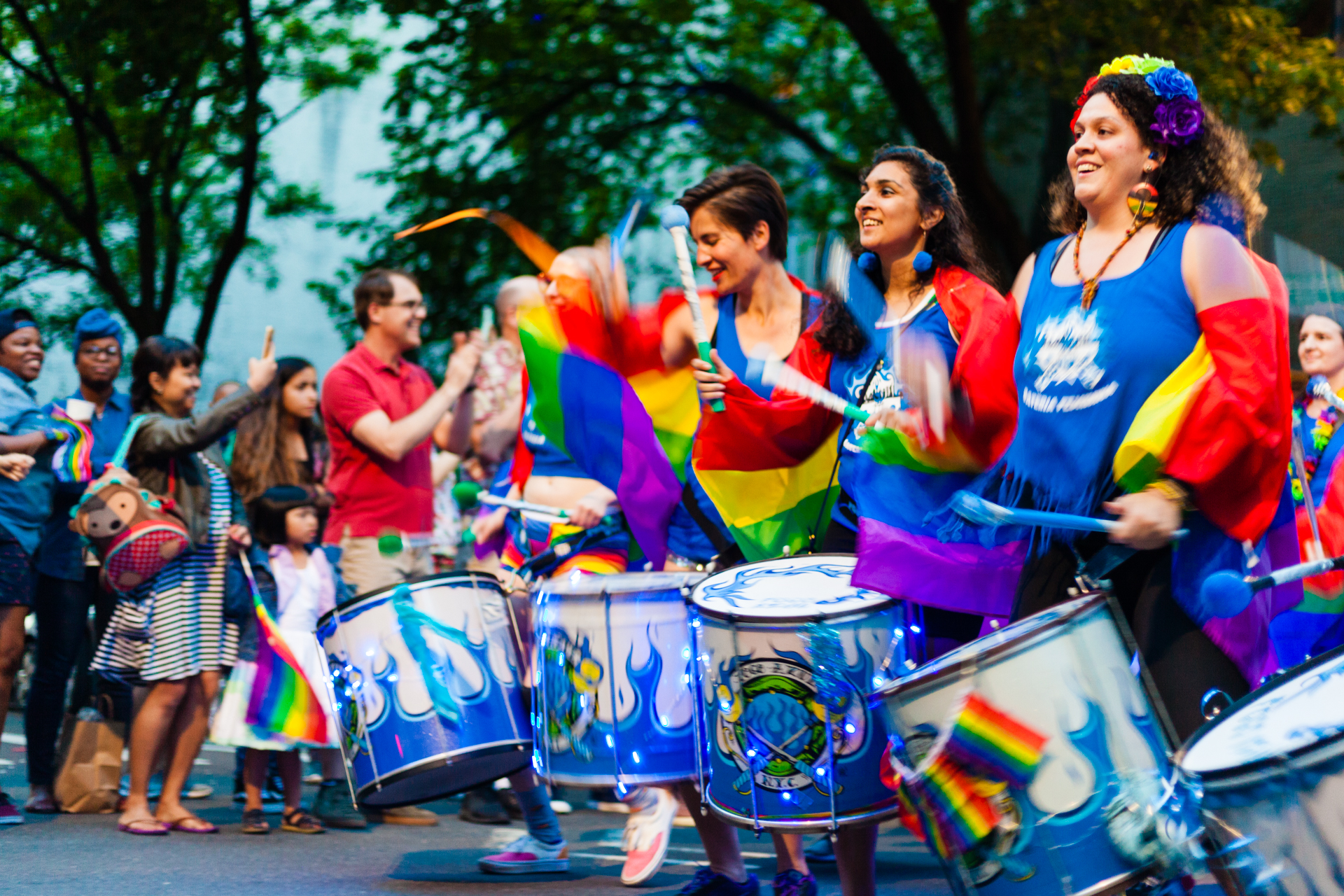
Jugadors durant una desfilada de l'orgull a Brooklyn

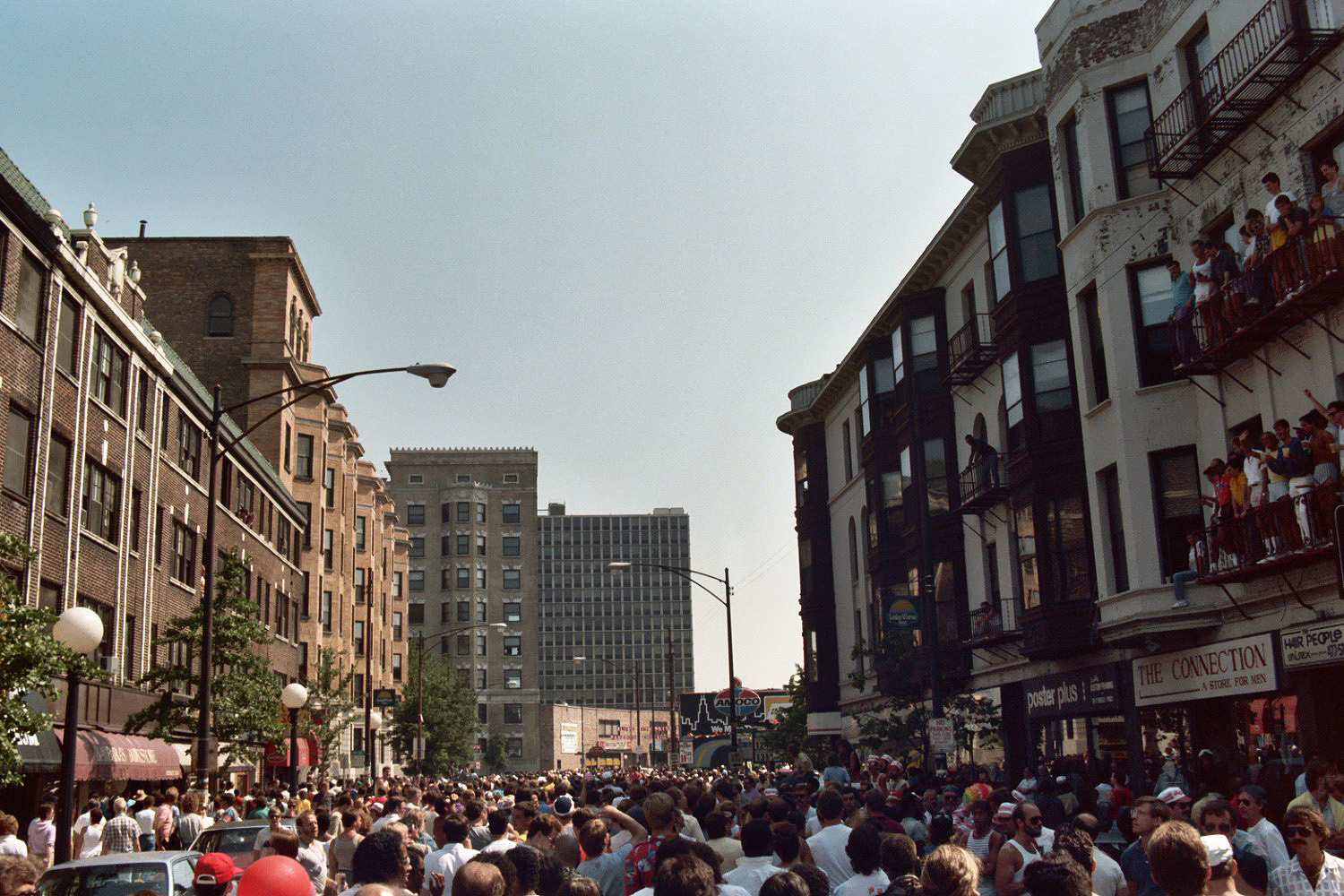
Marxa de l'orgull a Lakeview, Chicago el 1985

## Descripció

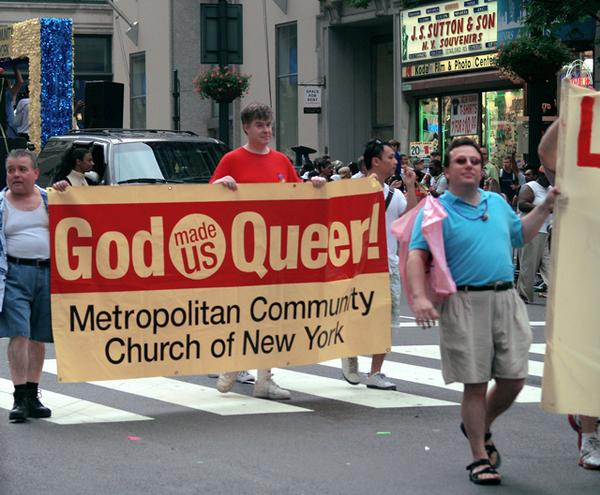
Desfilada de l'orgull gai a la ciutat de Nova York, 2008

Moltes desfilades encara conserven una mica de caràcter polític o activista original, sobretot en entorns menys acceptables. La variació depèn en gran manera de l'entorn polític, econòmic i religiós de la zona. No obstant això, a les ciutats més acceptades les desfilades adquireixen un caràcter festiu o fins i tot de Mardi Gras, on l'escenari polític es construeix a partir de nocions de celebració. Les grans desfilades solen incloure carrosses, ballarins, drag queens i música amplificada; però fins i tot aquestes desfilades de celebració solen incloure contingents polítics i educatius, com ara polítics locals i grups en marxa d'institucions LGBT de diversos tipus. Altres participants típics de la desfilada inclouen esglésies locals favorables als LGBT, com ara les esglésies de la comunitat metropolitana, l'Església Unida de Crist i les esglésies universalistes unitàries, PFLAG i associacions d'empleats LGBT de grans empreses.
Fins i tot les desfilades més festives solen oferir algun aspecte dedicat a recordar les víctimes de la sida i la violència anti-LGBT. Algunes desfilades de l'orgull especialment importants són finançades per governs i patrocinadors corporatius i promocionades com a principals atraccions turístiques per a les ciutats que les acullen. En alguns països, algunes desfilades de l'orgull ara també s'anomenen festivals de l'orgull. Alguns d'aquests festivals ofereixen un ambient de carnaval en un parc proper o un carrer tancat proporcionat per la ciutat amb casetes d'informació, concerts de música, barbacoes, parades de cervesa, concursos, esports i jocs. La "línia divisòria" entre els espectadors i els que desfilen a la desfilada pot ser difícil d'establir en alguns esdeveniments però, en els casos en què l'esdeveniment és rebut amb hostilitat, aquesta separació es fa molt evident. Hi ha estudis que consideren la relació entre participants i espectadors es veu afectada per la divisió, i com s'utilitza l'espai per criticar la naturalesa heteronormativa de la societat.
Tot i que la realitat era que els propis disturbis de Stonewall, així com l'organització política immediata i en curs que es va produir després d'ells, van ser esdeveniments en què van participar plenament dones lesbianes, persones bisexuals i persones transgènere, així com homes gais de totes les races. Històricament aquests esdeveniments es van anomenar per primera vegada Gay, la paraula en aquell moment s'utilitzava en un sentit més genèric per cobrir tot l'espectre del que ara s'anomena de manera diversa la comunitat 'Queer' o LGBT.
A finals del 1970 i principis de la dècada dels 80, a mesura que molts dels participants es van fer grans, es van passar a altres temes o anaven morint, va provocar malentesos sobre qui havia participat realment en els disturbis de Stonewall, qui havia organitzat realment el manifestacions posteriors, marxes i monuments commemoratius, i qui havia estat membre de les primeres organitzacions activistes com el Gay Liberation Front i l'Aliança d'Activistes Gais. El llenguatge s'ha tornat més precís i inclusiu, tot i que aquests canvis van trobar una resistència inicial d'alguns de les seves pròpies comunitats que desconeixien els esdeveniments històrics. Passant primer per Lesbiana i Gai, avui la majoria s'anomenen Lesbiana, Gai, Bisexual i Transgènere (LGBT) o simplement "Orgull".

## Esdeveniments d'orgull notables

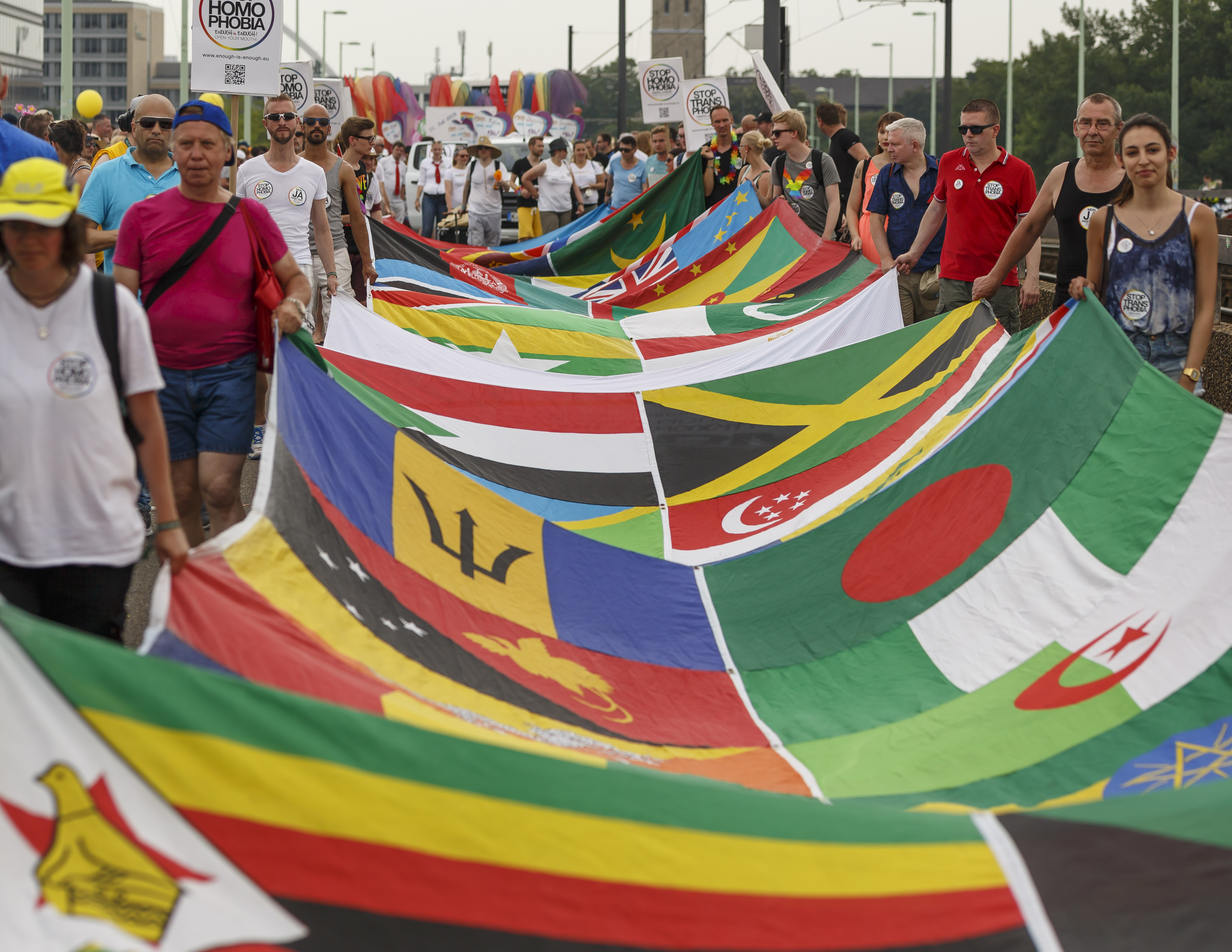
Activistes LGBT a Cologne Pride portant una pancarta amb les banderes de 72 països on l'homosexualitat és il·legal

### Àfrica

#### Sud-àfrica

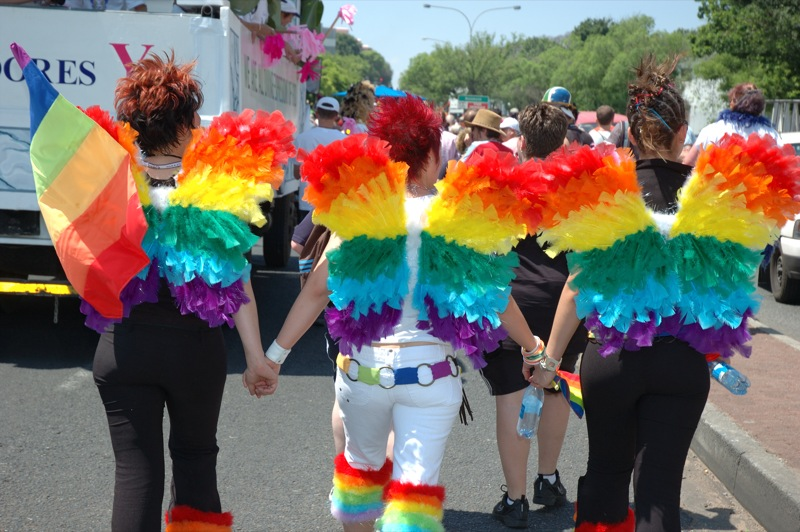
Dones a la desfilada de l'orgull de Joburg el 2006

La primera desfilada de l'orgull sud-africà es va celebrar cap al final de l'era de l'apartheid a Johannesburg el 13 d'octubre de 1990, el primer esdeveniment d'aquest tipus al continent africà. La secció novena de la constitució del país de 1996 preveu la igualtat i la llibertat de discriminació per motius d'orientació sexual, entre altres factors. L'òrgan organitzador de l'Orgull de Joburg es va dissoldre el 2013 a causa d'un conflicte intern sobre si l'esdeveniment s'havia de continuar utilitzant per a la defensa política. El maig de 2013 es va formar un nou comitè per organitzar un "Orgull popular", que es va "concebre com un moviment inclusiu i explícitament polític per la justícia social". Altres desfilades de l'orgull celebrades a la zona de Johannesburg inclouen Soweto Pride que té lloc anualment a Meadowlands, Soweto, i eKurhuleni Pride que té lloc anualment a KwaThema, un municipi de l'East Rand. Les desfilades de l'Orgull celebrades a altres ciutats sud-africanes inclouen la desfilada de l'Orgull de Ciutat del Cap i l'Orgull Khumbulani a Ciutat del Cap, l'Orgull de Durban a Durban i l'Orgull de Nelson Mandela Bay a Port Elizabeth. Limpopo Pride se celebra a Polokwane, Limpopo.

### Àsia

#### Índia

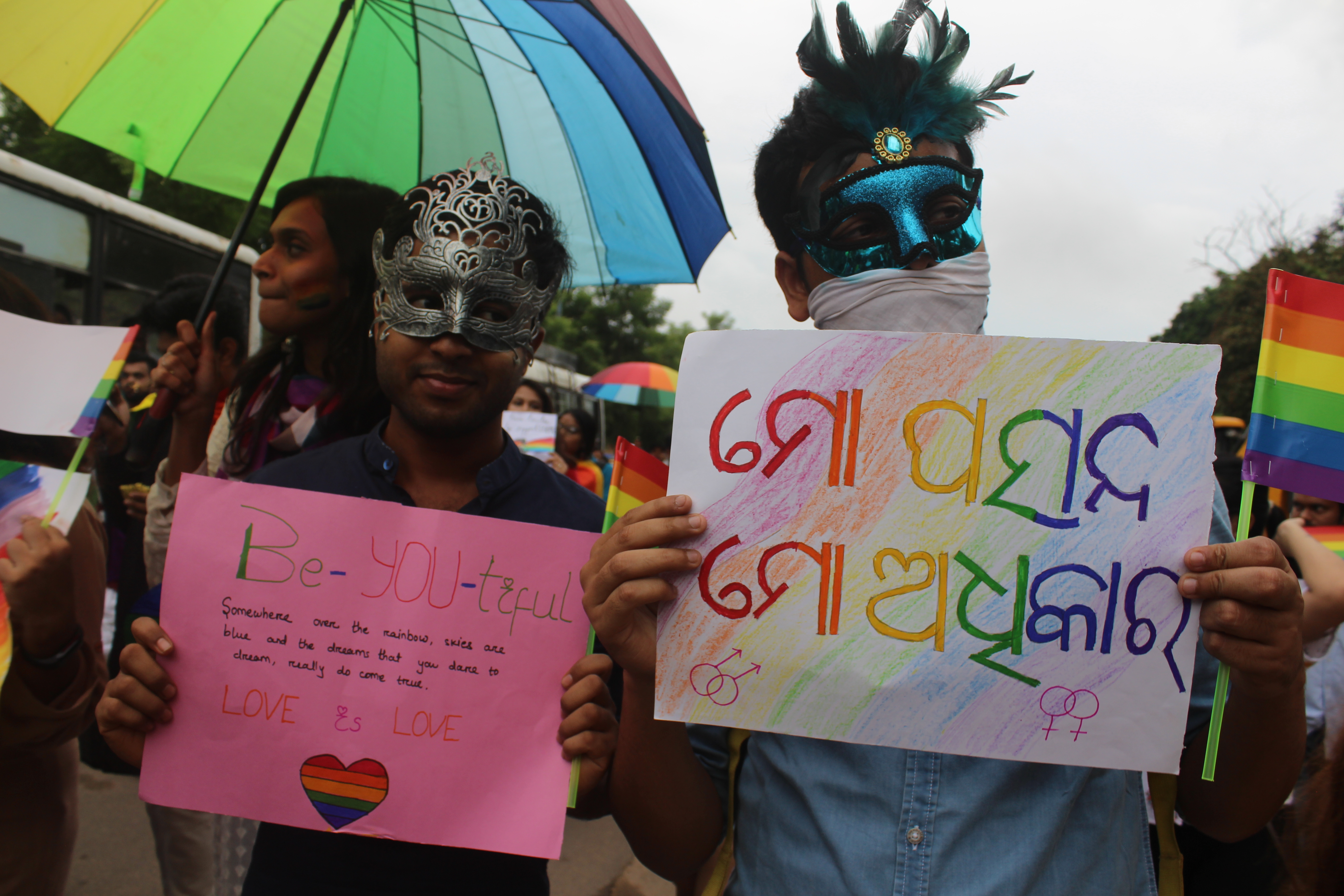
Participants de la Bhubaneswar Pride Parade, 2018

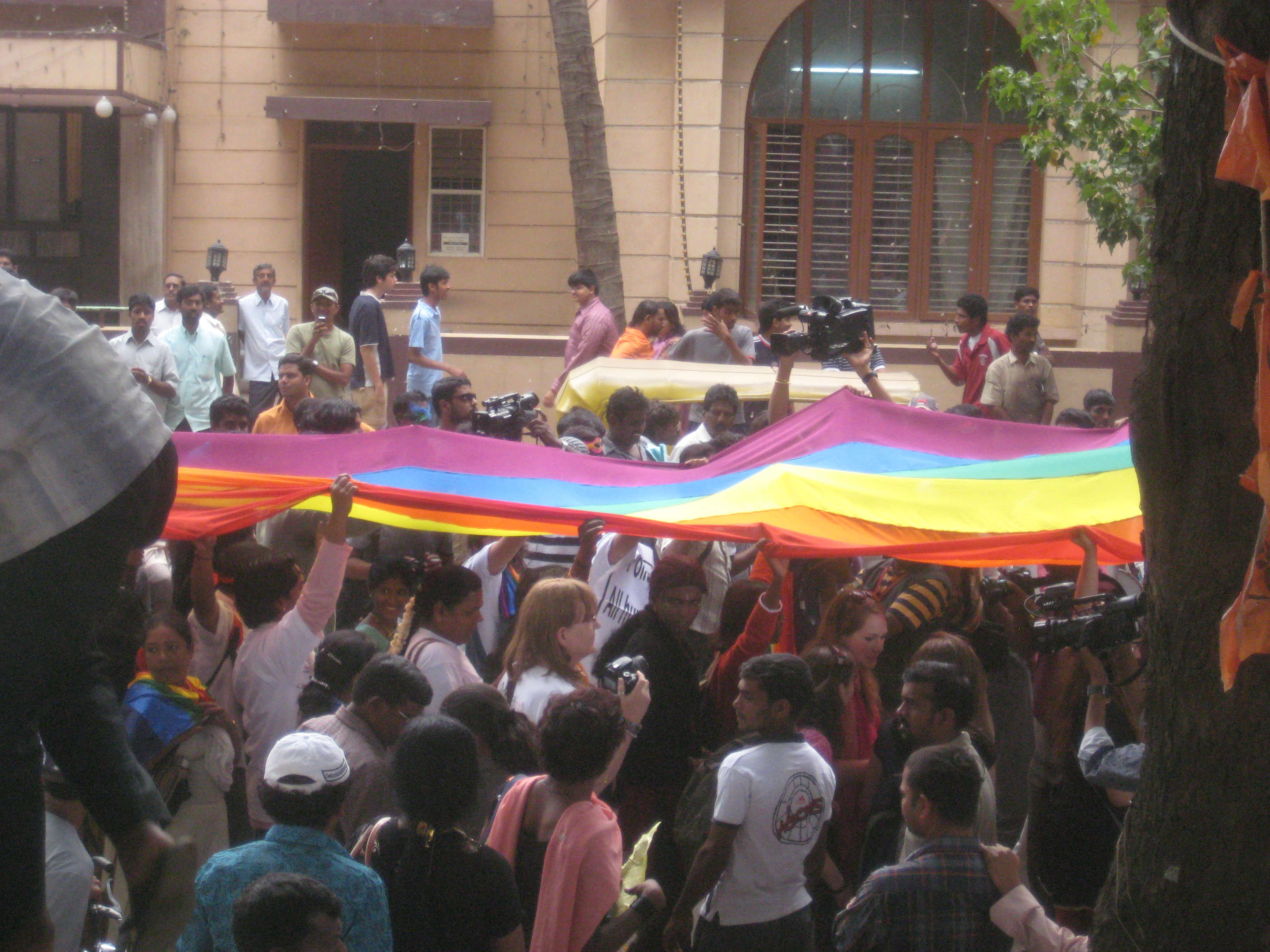
Marxa de l'orgull gai a Bangalore, Índia (2013)

El 29 de juny de 2008, en quatre ciutats índies (Delhi, Bangalore, Pondicherry i Calcuta) van tenir lloc esdeveniments d'orgull coordinats. En total hi van assistir unes 2.200 persones. Aquests també van ser els primers esdeveniments de l'orgull de totes aquestes ciutats, excepte Kolkata, que va tenir el seu primer esdeveniment d'aquest tipus el 1999, convertint-se en la primera caminada de l'orgull del sud d'Àsia i després va estar organitzant esdeveniments de l'orgull cada any des del 2003 (tot i que hi va haver un interval d'un any aproximadament). Les desfilades de l'orgull van tenir èxit, atès que cap grup de dreta va atacar o protestar contra la desfilada de l'orgull, tot i que el partit de l'oposició BJP va expressar el seu desacord amb el concepte de desfilada de l'orgull gai. L'endemà, el primer ministre Manmohan Singh va fer una crida a una major tolerància social cap als homosexuals en un acte sobre la sida. El 16 d'agost de 2008 (un dia després del Dia de la Independència de l'Índia), la comunitat gai de Bombai va celebrar la seva primera desfilada formal de l'orgull (tot i que les desfilades informals de l'orgull s'havien celebrat moltes vegades abans), per exigir que a l'Índia es modifiquéssin les lleis anit-gais. Un tribunal superior de la capital Índia, Delhi, va dictaminar el 2 de juliol de 2009 que les relacions homosexuals entre adults consentits no era un acte criminal, encara que el Tribunal Suprem va revocar la seva decisió el 2013 sota la pressió generalitzada de poderosos grups conservadors i religiosos, donant lloc a la recriminalització de l'homosexualitat a l'Índia. També s'han celebrat desfilades de l'orgull a ciutats índies més petites com Nagpur, Madurai, Bhubaneshwar i Thrissur. L'assistència a les desfilades de l'orgull ha augmentat significativament des del 2008, amb una participació estimada de 3.500 persones a Delhi i 1.500 persones a Bangalore el 2010. El 6 de setembre de 2018, el Tribunal Suprem de l'Índia va legalitzar el sexe homosexual consentit.

### Europa

#### Sud-est d'Europa
Es va suposar que el primer Orgull del Sud-est d'Europa, anomenat The Internationale Pride, era una promoció del dret humà a la llibertat de reunió a Croàcia i alguns estats d'Europa de l'Est, on no es respecten aquests drets de la població LGBT, i un suport a organitzar els primers Orgulls en aquestes comunitats. De tots els estats exiugoslaus, en aquell moment només Eslovènia i Croàcia tenien la tradició d'organitzar esdeveniments de l'Orgull, mentre que l'intent d'organitzar un esdeveniment d'aquest tipus a Belgrad, Sèrbia el 2001 va acabar en un enfrontament sagnant entre la policia i els contra-manifestants amb els participants molt colpejats. Aquesta manifestació es va celebrar a Zagreb, Croàcia, del 22 al 25 de juny de 2006 i va reunir representants d'aquells països d'Europa de l'Est i del sud-est d'Europa on el clima sociopolític no és propi per a l'organització dels Orgulls, o on aquesta manifestació està expressament prohibida per la autoritats. Dels 13 països que hi van participar, només Polònia, Eslovènia, Croàcia, Romania i Letònia han organitzat Prides. Eslovàquia també va acollir l'orgull, però va trobar molts problemes amb els extremistes eslovacs de Slovenska pospolitost (l'orgull no va creuar el centre de la ciutat). Macedònia del Nord i Albània també acullen les desfilades de l'orgull sense que hi hagi cap problema important, principalment a causa de la protecció de la policia. Lituània no havia tingut mai Orgulls. També hi va haver representants de Kosovo, que van participar, a part de Sèrbia. Entre aquests estats hi ha una cooperació cultural, política i social dèbil (ja que han estat en geurra més d'un cop) amb una manca evident d'estímuls públics per a la solidaritat que els organitzadors esperaven iniciar a través d'aquell esdeveniment regional de l'Orgull. L'amfitrió i l'iniciador de The Internationale LGBT Pride va ser Zagreb Pride, que se celebra des del 2002.

#### França

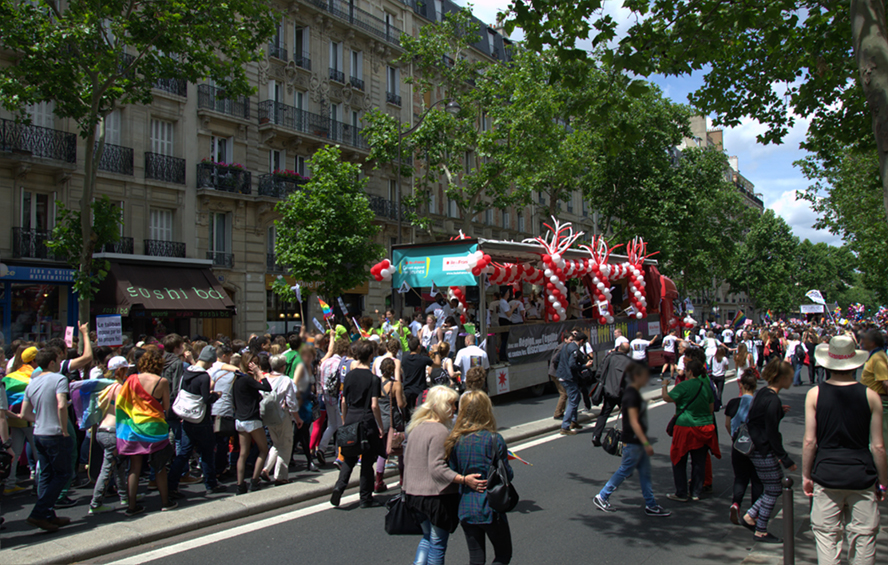
Orgull de París

El Paris Pride acull una desfilada anual de l'Orgull Gai l'últim dissabte de juny, amb més de 800.000 assistents. Altres divuit desfilades tenen lloc a ciutats de tota França a: Angers, Biarritz, Baiona, Bordeus, Caen, Le Mans, Lilla, Lió, Marsella, Montpeller, Nancy, Nantes, Niça, París, Rennes, Rouen, Estrasburg, Tolosa i Tours.

#### Rússia

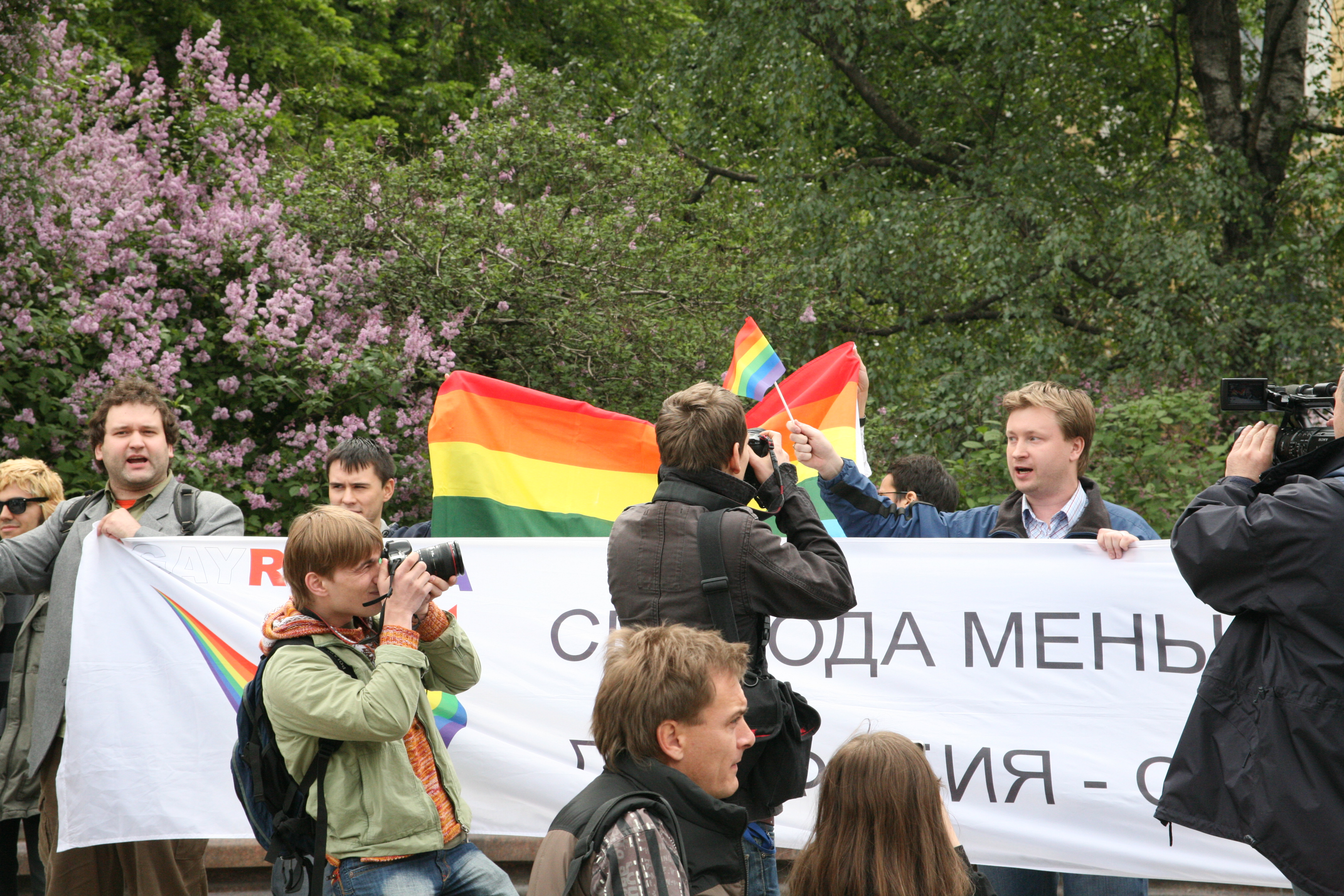
Protesta de l'Orgull de Moscou el 2008

Els orgulls a Rússia estan generalment prohibits per les autoritats de la ciutat de Sant Petersburg i Moscou, a causa de l'oposició dels polítics i líders religiosos. L'alcalde de Moscou, Yuri Luzhkov, ha descrit la proposta de l'Orgull de Moscou com a "satànica". Els intents de desfilades han provocat enfrontaments entre manifestants i contramanifestants amb la policia actuant per mantenir els dos grups separats tot disperant als participants. El 2007 l'activista britànic Peter Tatchell va ser agredit físicament. El Tribunal Europeu de Drets Humans ha dictaminat que Rússia té fins al 20 de gener de 2010 per respondre als casos de desfilades de l'orgull prohibides el 2006, 2007 i 2008. El juny de 2012 els tribunals de Moscou van promulgar una prohibició centenària de les desfilades de l'orgull.

#### Espanya

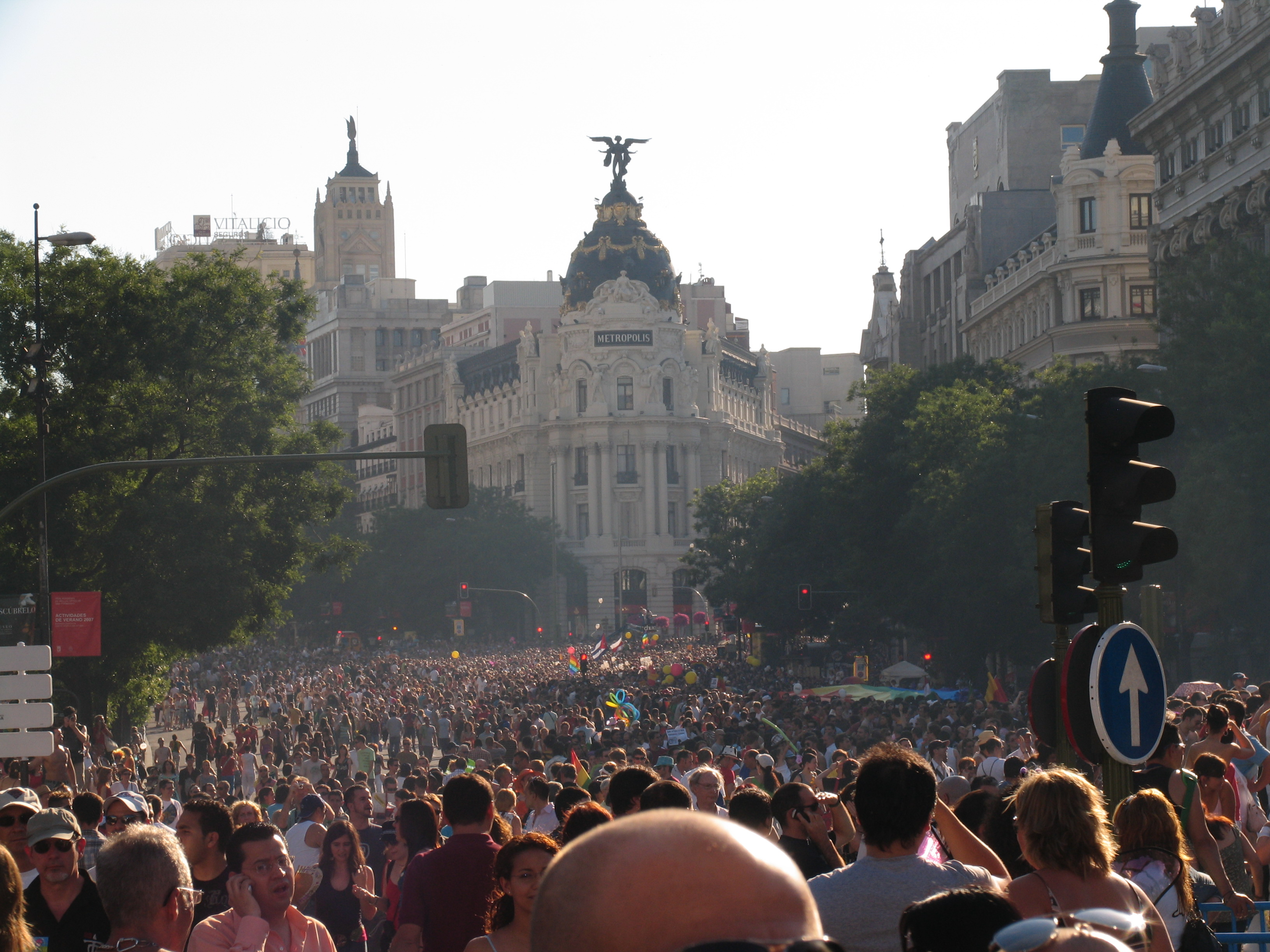
Més de 500.000 persones a la desfilada de l'orgull Europride 2007 a Madrid

La desfilada de l'orgull de Madrid, coneguda com Fiesta del Orgullo Gay (o simplement Fiesta del Orgullo), Manifestación Estatal del Orgullo LGTB i Día del Orgullo Gay (o simplement Día del Orgullo), se celebra el primer dissabte després del 28 de juny des de 1979.
L'esdeveniment està organitzat per COGAM (Col·lectiu GLTB de Madrid) i FELGTB (Federació Espanyola de Lesbianes, Gais, Transexuals i Bisexuals) i compta amb el suport d'altres col·lectius LGTB nacionals i internacionals. La primera desfilada de l'Orgull Gai a Madrid es va celebrar el juny de 1979, gairebé quatre anys després de la mort del dictador espanyol Francisco Franco, amb l'arribada gradual de la democràcia i la despenalització de l'homosexualitat. Des d'aleshores, desenes d'empreses com Microsoft, Google i Schweppes i diversos partits polítics i sindicats, entre els quals Partit Socialista Obrer Espanyol, PODEMOS, Esquerra Unida, Unió, Progrés i Democràcia, CCOO i UGT han patrocinat i donat suport a la desfilada. La Madrid Pride Parade és la manifestació gai més gran d'Europa, amb més d'1,5 milions d'assistents el 2009, segons el govern espanyol.
L'any 2007 va tenir lloc a Madrid l' Europride, la desfilada europea de l'orgull. Uns 2,5 milions de persones van assistir a més de 300 actes durant una setmana a la capital espanyola per celebrar Espanya com el país amb els drets LGBT més desenvolupats del món. Mitjans independents van estimar que més de 200.000 visitants van venir de països estrangers per unir-se a les festes. El barri gai madrileny Chueca, el districte gai més gran d'Europa, va ser el centre de les celebracions. L'esdeveniment va comptar amb el suport de la ciutat, el govern regional i nacional i el sector privat, que també va assegurar que l'esdeveniment tingués èxit financer. Barcelona, València i Sevilla també celebren desfilades locals de l'Orgull. L'any 2008 Barcelona va acollir els Eurogames .
L'any 2014, Winter Pride Maspalomas es va celebrar per primera vegada a Maspalomas, Gran Canària, Illes Canàries, una de les destinacions turístiques LGTB més populars d'Europa. Al cap d'uns anys de la seva existència, Winter Pride Maspalomas es va convertir en una de les principals celebracions de l'Orgull a Espanya i Europa. Durant la seva 6a edició, el novembre de 2019, la marxa per la igualtat de drets LGBT Pride Walk va comptar amb més de 18.000 visitants internacionals.
El 2017, Madrid va acollir el WorldPride. Seria la primera vegada que es celebrava el WorldPride en una ciutat espanyola.

## Els esdeveniments d'orgull més grans
Tot i que estimar la mida de la multitud és una ciència imprecisa, a partir del juny de 2019, la Marxa de l'Orgull de Nova York és la desfilada de l'Orgull més gran d'Amèrica del Nord. De 2,1 milions de persones el 2015, van pujar a 2,5 milions el 2016. El 2018 es va estimar l'assistència d'uns dos milions. A Stonewall 50 – WorldPride NYC 2019 hi van participar fins a cinc milions durant l'últim cap de setmana. Amb uns quatre milions d'assistents estimats a la desfilada.
São Paulo, l'esdeveniment del Brasil, Parada do Orgulho GLBT de São Paulo, és el més gran d'Amèrica del Sud i està catalogat pel Guinness World Records com la desfilada de l'Orgull més gran del món a partir del 2006 amb 2,5 milions de persones. Van batre el rècord Guinness el 2009 amb quatre milions d'assistents. Han mantingut el títol des de 2006 fins almenys 2016. Van tenir cinc milions d'assistents el 2017. El 2019 hi van assistir tres milions de persones.
L'any 2020, a causa de la pandèmia de coronavirus COVID-19, la majoria de desfilades i esdeveniments de l'Orgull es van cancel·lar o es van celebrar virtualment. Una de les excepcions va ser l'Orgull de Taiwan celebrat el 31 d'octubre, amb el país que havia contingut el virus fora de les seves fronteres, convertint-se així en l'esdeveniment de l'Orgull més gran del món.
El 2019, Spain‘s Madrid Pride, Orgullo Gay de Madrid (MADO), va ser l'esdeveniment més gran d'Europa, tenint 3,5 milions de participants.
A partir del juny de 2019, els esdeveniments LGBTQ més grans inclouen:
- a Àsia és Taiwan Pride a Taipei[65]
- a l'Orient Mitjà és Tel Aviv Pride a Israel[65]
- a Oceania, és la desfilada del carnaval de Sydney d'Austràlia[70]
- a l'Àfrica és l'orgull de Johannesburg de Sud-àfrica.[71]

## Oposició
Hi ha oposició als esdeveniments d'orgull tant dins de les poblacions LGBT com del corrent principal.
Els crítics, com Gay Shame, carreguen les desfilades amb un èmfasi indegut en el sexe i els interessos relacionats amb el fetitxe, que consideren contraproduents per als interessos LGBT, i exposen la "comunitat gai" al ridícul. Activistes LGBT contraresta que els mitjans tradicionals han tingut un paper destacant els aspectes més estranys i, per tant, no representatius de la comunitat.
Diversos crítics han denunciat el que consideren una comercialització de les desfilades de l'Orgull.
Els conservadors socials de vegades s'oposen a aquests esdeveniments perquè consideren que són contraris a la moral pública. Aquesta creença es basa en part en determinades exhibicions que sovint es troben a les desfilades, com ara la nuesa pública, la parafernàlia BDSM i altres característiques sexuals. Dins de la comunitat acadèmica, hi ha hagut crítiques que les desfilades realment es van plantejar per enfortir les divisions homosexuals-heterosexuals i augmentar les opinions essencialistes. En alguns països s'han prohibit les desfilades de l'orgull, com Rússia, Turquia i Polònia.